# 南三陸町立歌津中学校
南三陸町立歌津中学校（みなみさんりくちょうりつ うたつちゅうがっこう）は、宮城県本吉郡南三陸町にある公立中学校である。

## 所在地
- 宮城県本吉郡南三陸町歌津字伊里前123番地

## 沿革
出典
- 1947年（昭和22年）4月1日 - 歌津村立歌津中学校開校。校舎は、伊里前小峰畑校舎と名足海嘯記念館校舎の2校舎に分けて設立された。
- 1950年（昭和25年）度 - 新校舎落成し、2校舎の生徒全員を収容。
- 1951年（昭和26年）度 - 校旗・校歌制定。
- 1958年（昭和33年）度 - 屋内体育館落成。
- 1959年（昭和34年）4月1日 - 歌津村の町制施行により、歌津町立歌津中学校と改称。
- 1962年（昭和37年）度 - ブラスバンド新設。
- 1964年（昭和39年）度 - 新自転車置場落成。
- 1972年（昭和47年）度 - 新校舎（鉄筋三階建て）落成。
- 1976年（昭和51年）度 - 校木を『メタセコイヤ』に決定する。
- 1989年（平成元年）度 - 開校記念日制定。
- 1992年（平成4年）度 - 旧体育館解体。
- 1993年（平成5年）度 - 体育館・武道館落成。
- 1997年（平成9年）度 - コンピュータ新型機種設置。田束山へ卒業記念植樹を行った。
- 1999年（平成11年）度 - 創立50周年記念式典挙行。
- 2000年（平成12年）度 - 同窓会設立。
- 2002年（平成14年）度 - コンピュータ40台新規設置。
- 2005年（平成17年）10月1日 - 町村合併による南三陸町発足により、南三陸町立歌津中学校と改称。
- 2011年（平成23年）3月11日 - 14時46分頃に発生した東日本大震災により体育館が避難所となる。

## 東日本大震災
- 2011年3月11日に発生した東日本大震災では直接の被害は無かったものの、避難所となり、校庭に仮設住宅が作られた[3]。

## 通学区域
出典
- 伊里前小学校学区
  - 西田・払川・上沢・樋の口・中在・石泉・韮の浜・寄木・伊里前上・伊里前下・館浜・港の各行政区の区域
- 名足小学校学区
  - 泊浜・馬場・中山・名足・石浜・田の浦の各行政区の区域

## 周辺
- 南三陸町民俗資料館 - 同一敷地内
- 南三陸町立伊里前小学校 - 敷地が隣接、かつ進学前小学校。
- 熊王神社
- 宮城県漁業協同組合歌津支所
- 国道45号
- 三嶋神社
- 南三陸ハマーレ（交流施設）
- 南三陸ハマーレ広場
- 歌津郵便局
- 伊里前湾

## アクセス
- JR東日本気仙沼線BRT歌津駅から、校地西側の体育館側の門まで、徒歩約155m・約2分。
- 予約型乗り合い交通サービスSmartGOTO南三陸「港・名足線」・「泊浜線」・「韮の浜線」・「払川線」で、「ハマーレ歌津」停留所から、学校正門まで徒歩約300m・約4〜5分。
  - なお、学校敷地から停留所まで、最短距離で約160m程だが、道路形状が悪く、やや遠回りを強いる。